# Henry Szymanski
Henry Ignatius Szymanski (ur. 4 lipca 1898 w Chicago, zm. 6 listopada 1959) – amerykański zapaśnik walczący w stylu klasycznym. Olimpijczyk z Antwerpii 1920, gdzie zajął czwarte miejsce w wadze średniej.
Uczęszczał do Akademii Wojskowej Stanów Zjednoczonych w West Point, którą ukończył w 1919 r. Został zawodowym oficerem armii USA. Osiągając ostatecznie stopień pułkownika.
Był Amerykaninem polskiego pochodzenia, znał język polski. Podczas II wojny światowej został wysłany jako asystent attaché wojskowego do Egiptu jako oficer łącznikowy do polskich sił zbrojnych i czechosłowackich na Bliskim Wschodzie. Gen. Władysław Anders odnotował we wspomnieniach o Henrym Szymanskim, że od tej pory przy Armii Polskiej na Wschodzie, a następnie przy 2 Korpusie Polskim we Włoszech, „towarzyszył nam cały czas”.
30 kwietnia 1943 r. i 29 maja 1943 r. przekazał do gen. George’a V. Stronga z G-2 w Waszyngtonie memorandum oraz materiały przygotowane przez oficerów polskich Józefa Czapskiego i Bronisława Młynarskiego, świadczące o odpowiedzialności Sowietów za mord na oficerach Wojska Polskiego w Katyniu. Dokumenty te z wiosny 1943 roku podczas przesłuchań w 1952 r. określano jako "Raport Szymanskiego".
Na emeryturze zamieszkał z żoną w Colorado Springs w stanie Kolorado.

## Letnie Igrzyska Olimpijskie 1920
| Konkurencja          | Rundy eliminacyjne | Rundy eliminacyjne     | Rundy finałowe          | Rundy finałowe       | Klas. końcowa |
| Konkurencja          | II runda           | Ćwierćfinał            | Półfinał                | Baraż o 3. miejsce   | Miejsce       |
| -------------------- | ------------------ | ---------------------- | ----------------------- | -------------------- | ------------- |
| 75 kg styl klasyczny | Josef Huml (CSK) Z | Einar Stensrud (NOR) Z | Arthur Lindfors (FIN) P | Sjur Johnsen (NOR) P | 4.            |